# Bobby Bright
Bobby Neal Bright (Midland City, Alabama, 21 de julho de 1952) é um político norte-americano do estado do Alabama, membro do Democrata desde 2009, foi prefeito de Montgomery e entre 2009 a 2011 foi membro da câmara de representantes dos Estados Unidos pelo 2º distrito do Alabama.

## Biografia
Bright nasceu em Midland City foi criado em uma fazenda de algodão. Em 1975 graduou-se em ciências políticas pela Universidade de Auburn, depois trabalhou como auditor.
Bright é formado em direito.
Foi eleito prefeito de Montgomery em 1999, derrotando o então prefeito Emory Folmar, e reeleito em 2003. Durante sua gestão como prefeito revitalizou o centro de Montgomery, conseguindo cerca de 30 milhões de dólares do governo federal.
Foi eleito representante do 2º distrito do Alabama em 2008 com 50,23% dos votos, concorreu a reeleição em 2010, sendo derrotado pela republicana Martha Roby, Bright obteve 48,79% dos votos.